# Hymenorchis javanica
Hymenorchis javanica là một loài thực vật có hoa trong họ Lan. Loài này được (Teijsm. & Binn.) Schltr. mô tả khoa học đầu tiên năm 1913.